# Wikicytaty
Wikicytaty (ang. Wikiquote) – siostrzany projekt Wikipedii, jeden z serwisów Wikimedia Foundation. Celem serwisu jest utworzenie bazy cytatów na licencji GNU Free Documentation License i Creative Commons BY-SA. Serwis działa na oprogramowaniu MediaWiki. Angielska wersja powstała 27 czerwca 2003 roku, polska zaś 17 lipca 2004 roku.